# Copa de Oro 1995
La Copa de Oro 1995 è stata la seconda edizione del trofeo, ed è stata vinta dal Cruzeiro.

## Formula
A qualificarsi sono i club vincitori di Coppa CONMEBOL e Copa Master de Supercopa; le 2 squadre si affrontano in finale, con gare di andata e ritorno.

## Partecipanti
| Squadra   | Torneo vinto                  |
| --------- | ----------------------------- |
| Cruzeiro  | Copa Master de Supercopa 1995 |
| San Paolo | Coppa CONMEBOL 1994           |

## Tabellino

### Andata
NB: questo incontro è anche valido per il Supercoppa Sudamericana 1995
* Partida sospesa al minuto 47 per l'inferiorità numerica del Cruzeiro, rimasto con 6 giocatori in campo in seguito a 4 espulsioni (Rogério, Vanderci, Fabinho e Marcelo) e ai problemi fisici di Luís Fernando.
| Arbitro: | Mendonça |

| |            | |
| | Marcatori  | 7’ Palhinha |
| · Dida P · Paulo Roberto D · 39’ Vanderci D · 39’ Rogério D · Nonato D · 42’ Fabinho C · Belletti C · a Alberto C · 42’ Marcelo Ramos A · b Paulinho McLaren A · c Dinei A · A disposizione: · a Luís Fernando Flores C · b Serginho D · c Luiz Fernando Gomes C | Formazioni | P Zetti D Rogério Pinheiro D Gilmar D Bordon D Ronaldo Luís C Alemão C Toninho Cerezo C Donizetti C Denílson A Palhinha A Caio |
| Ênio Andrade | Allenatori | Telê Santana |

#### Ritorno
NB: questo incontro è anche valido per il Supercoppa Sudamericana 1995
| Arbitro: | Benegas |

| |                      | |
| | Marcatori            | 58’ Dinei |
| Alemão Bordon André Luiz | Tiri di rigore 2 – 4 | Nonato Paulinho McLaren Alberto Gélson Baresi |
| · Zetti P · a Rogério Pinheiro D · Gilmar D · Bordon D · André Luiz D · Alemão C · Toninho Cerezo C · Donizetti C · b Denílson C · Caio A · Amarildo A · A disposizione: · a Catê D · b Palhinha A | Formazioni           | · P Dida · D Nonato · D Gélson Baresi · D Ademir · D Serginho · C Ricardinho · C Belletti · C Sotelo a · C Alberto · A Paulinho McLaren · A Roberto Gaúcho b · A disposizione: · A Dinei a · D Rodrigo Silva b |
| Telê Santana | Allenatori           | Ênio Andrade |

## Verdetti

### Squadra vincitrice
| Copa de Oro 1995     |
| -------------------- |
| Cruzeiro (1º titolo) |